# 장춘하오
장춘하오(중국어 간체자: 张存浩, 정체자: 張存浩, 병음: Zhāng Cúnhào, 1928년 2월 23일~2024년 7월 12일)는 중국의 물리화학자이자 중국과학원의 학자이다.
장춘하오는 1954년에 츠윈샤(迟云霞; 遲雲霞)와 결혼했다. 이들 부부에게는 두 아들이 있었다.
2024년 7월 12일, 장춘하오는 베이징에서 96세의 나이로 사망했다.